# 大親王
大親王或大王爵（拉丁語：magnus princeps，希臘語：megas archon）是歐洲的一種爵位，常見於東歐國家。大親王的地位低於皇帝及國王，但高於王爵。女性則稱為長公主。
「大公爵」（英語：Grand Duke）是英語以及羅曼語族中對「大親王」（英語：Grand Prince）常見且已約定成俗的翻譯。在英語及羅曼語語境中，並不會特別區分身為國家統治君主的「親王」（例如摩納哥親王阿爾貝二世）或是非統治者的「親王」封爵，以及因血緣而來的「王子」（例如劍橋公爵威廉王子）有何區別。然而，在德語、荷蘭語、斯拉夫語族以及斯堪地那維亞語族等語言中，「大親王」（女性為「長公主」）與「大公爵」（女性為「女大公爵」）是兩個截然不同的頭銜，其意義也大相逕庭（大公爵為爵位較君主低的世襲統治者）。
「大親王」這個頭銜曾在歷史上被用來稱呼「大親王國」的統治者。歷史上最後一個名義上的大親王國於1917年至1918年間消失，其原有的領土不是被併入其他君主制國家，就是獨立成為共和國。過去曾存在的其他大親王國，如立陶宛大公國、外凡西尼亞大公國以及芬蘭大公國，都曾被其他較大的君主政體統治長達數個世紀，因此「大親王」的頭銜通常會被統治者的皇家頭銜（如國王／沙皇）或是帝國頭銜（如皇帝）給取代。歷史上最後一位擁有大親王頭銜的是俄羅斯的伊凡四世，直到他於1547年以沙皇的稱號取代了大親王為止。然而，在伊凡四世尚未自稱沙皇以前，他在英語中依然被稱為「大公爵」（英語：Grand Duke），而非他的正式頭銜「大親王」（英語：Grand Prince）。

## 斯拉夫語族及波羅的語族中的用語
在斯拉夫諸語以及波羅的海諸語中，大親王是中世紀一些組織較為鬆散的東歐國家領導人的頭銜。一個大親王國下通常會有許多分區，各自由不同的王爵治理。在當時，這些大親王的頭銜以及爵位通常會被翻譯為「國王」（英語：King）。事實上，俄語中的「王子」（俄語：князь；俄語羅馬化：knjaz）一詞以及立陶宛語中的「王子」（立陶宛語：kunigaikštis）皆與「國王」是同源詞。然而，獲得「大親王」頭銜者通常是一家族（或朝代）中表現最為傑出者。在這種情形下，長子並不當然居於第一繼承順位。因此，所有的王爵皆有平等繼承王位的權利（舉例來說，繼承可能是以兄終弟及的方式來進行）。通常而言，沒有獲得王位的王爵會被指派去管理一些較小的行政區。歷史上，首次將「大親王」列為固定爵位名稱的國家是基輔羅斯以及立陶宛大公國（自14世紀起）。隨著這些國家的領土不斷擴張，並逐漸往長子世襲制度以及中央集權的政體發展，它們的統治者們也因此獲得更高階的爵位頭銜。

## 中世紀的大親王

### 匈牙利
在匈牙利，「大親王」（匈牙利語：Nagyfejedelem）是10世紀時，匈牙利部落聯盟領導者的頭銜。

### 塞爾維亞
中世紀時，塞爾維亞的「大市長」（斯洛維尼亞語：veliki župan；塞爾維亞語：велики жупан）是多部落社會的領導者。這個頭銜彰顯了統治地位，在11至12世紀間被塞爾維亞的統治者廣泛地使用。在希臘語中，這個頭銜被稱為archizoupanos（希臘語：ἄρχιζουπάνος），megazoupanos（希臘語：μεγαζουπάνος），或是megalos zoupanos（希臘語：μεγάλος ζουπάνος）。雖然名稱不同，但「大市長」本質上與「大親王」並無太大差異。

### 俄羅斯
俄語中用以指稱大親王的詞彙為Великий князь（俄語羅馬化：Velikiy Kniaz，直譯為大王爵）。自10世紀起，這個頭銜便被用來稱呼基輔羅斯的首席王爵：先是基輔大公，稍後又於13世紀時被用以稱呼弗拉基米爾大公以及加利西亞－沃里尼亞王國的領導者。後來，數個具有戰略重要性的城市的大公皆以這個頭銜來稱呼自己（如莫斯科大公、特維爾大公、雅羅斯拉夫爾大公、梁贊大公以及斯模凌斯克大公等）。自1328年起，莫斯科大公便成為全俄羅斯名義上的領導者，並透過逐漸集中權力的方式掌控全國，直到伊凡四世於1547年被加冕為沙皇為止。在那之後，「大親王」這個稱呼成為皇室家族成員的通用頭銜，是一種僅頒授給皇室成員且得世襲的爵位。不過，1917年俄國革命後，由於皇室被推翻，「大親王」這個頭銜也因此不復存在於俄羅斯。

### 波蘭–立陶宛王國
立陶宛語中的Didysis kunigaikštis被用來稱呼立陶宛的統治者。1569年後，該頭銜更成為波蘭–立陶宛王國中兩個用來稱呼該國君主的名稱之一。屬於瓦薩王朝的波蘭君主們也在非波蘭土地上使用這個稱號。這個立陶宛語頭銜的拉丁化譯名為Magnus Dux，直譯為大公爵。

## 現代大親王
1582年時，來自瑞典的國王約翰三世在瑞典國王的頭銜後面加上了芬蘭大親王 （或譯為芬蘭大公）的副頭銜。
1765年，由哈布斯堡王朝統治的神聖羅馬帝國在外西凡尼亞建立了一個類似於大親王國的國家。
俄羅斯沙皇持續在被征服的領土上使用「大親王」的稱號，其中包括立陶宛大親王（1793年至1918年）以及芬蘭大親王國大親王（1809年至1917年）。俄羅斯沙皇的正式稱號包括：斯摩凌斯克大公爵、沃里尼亞大公爵、波多利亚大公爵，以及下諾夫哥羅德大親王和切爾尼戈夫大親王等等。
俄語「大親王」在英文中通常被翻譯為Grand Duke（大公爵），但比這種譯法更貼近該頭銜原意的翻譯是Great Prince（直譯為大王爵，即大親王）—尤其是在前彼得大帝時代，這種翻譯更接近真實—但這種翻譯在英語中並不常用。然而，在德文中，俄羅斯的「大公爵」與「大親王」的稱呼是有差異的。其中，大公爵（即英文中的Grand Duke）在德文中的對應詞彙是Großfürst，在拉丁語中的對應詞彙則是Magnus Princeps（直譯為大親王）。